# Самогон (фільм, 1918)
«Самогон» (англ. Moonshine) — американська короткометражна кінокомедія Роско Арбакла 1918 року.

## Сюжет
Ворожнеча між Овенсами і Гілетами закінчується, коли останній вбиває Гілета, але нова біда спалахує для гірського народу з приходом агента доходів США і його помічника. Агенти проводять пошук секретних схованок, де гірські люди готують нелегальний алкоголь, але опиняються в неприємності.

## У ролях
- Роско Арбакл — агент
- Бастер Кітон — агент
- Аль Ст. Джон — гірський чоловік
- Еліс Лейк — гірська жінка
- Чарльз Дадлі — гірський лідер